# Đorđe Petronijević
Đorđe Petronijević (en serbio: Ђорђе Петронијевић; Smederevska Palanka, RS de Serbia; 28 de junio de 1961-Vinci, Serbia; 25 de octubre de 2024) fue un boxeador yugoslavo de la categoría de peso wélter.

## Carrera
Representó a Yugoslavia en los Juegos Olímpicos de Seúl 1988 en la categoría de -67 kilogramos donde avanzó directamente a la segunda ronda, siendo eliminado por el eventual campeón olímpico Robert Wangila de Kenia.